# Château de Rustrel
Le château de Rustrel, est le château du village de Rustrel, dans le département français de Vaucluse. Il abrite la mairie et un gîte.

## Architecture
Les éléments protégés sont la cheminée Louis XII, la grande salle avec son décor peint située à l'angle Nord-Est du premier étage, ainsi que les façades et toitures.